# Klynowe (Chmelnyzkyj)
Klynowe (ukrainisch Клинове; russisch Клиновое Klinowoje) ist ein Dorf im Westen der ukrainischen Oblast Chmelnyzkyj mit etwa 2300 Einwohnern (2004).
Das 1565 erstmals erwähnte Dorf liegt auf 313 m Höhe am Ufer des Schwantschyk 3 km südöstlich von dessen Quelle und 20 km westlich vom ehemaligen Rajonzentrum Horodok sowie etwa 70 km südwestlich der Oblasthauptstadt Chmelnyzkyj.
Am 13. August 2015 wurde das Dorf ein Teil der neugegründeten Siedlungsgemeinde Sataniw, bis dahin bildete es die gleichnamige Landratsgemeinde Klynowe (Клинівська сільська рада/Klyniwska silska rada) im Westen des Rajons Horodok.
Am 17. Juli 2020 kam es im Zuge einer großen Rajonsreform zum Anschluss des Rajonsgebietes an den Rajon Chmelnyzkyj.